# 樂舉
樂舉（?—?），子姓，樂氏，中国春秋时期宋国人。
前589年（鲁成公二年、宋文公二十二年）八月，宋文公去世。开始厚葬：用蚌蛤（蜃）和木炭，增加陪葬的车马，开始用人殉葬，用很多器物陪葬。椁有四面呈坡形，棺中 有翰、桧等装饰。《左传》认为：“华元、乐举，在此有失为臣之道。臣下是为国君去烦乱解迷惑，所以要冒死谏诤。现在华元、乐举两个人，国君活着的时候就由他去放纵作恶，死了以后又增加他的奢侈，这是把国君推入邪恶里去，这算是什么臣子？”